# 大花短柱茶
大花短柱茶（学名：Camellia kissi var. megalantha）为山茶科山茶属落瓣短柱茶（Camellia kissi）的变种。分布在中国大陆的广西等地，生长于海拔350米的地区，多生于杂木林中，目前尚未由人工引种栽培。